# Некротичний папіліт
Некроти́чний папілі́т, або некро́з нирко́вих сосо́чків — патологія, що спостерігається у понад 3% хворих на пієлонефрит. У жінок трапляється вдвічі частіше, ніж у чоловіків.
Некротичний процес найчастіше локалізується у зоні сосочків ниркової піраміди, іноді охоплює всю піраміду, дуже рідко — зону мозкової речовини нирки. Він має вигляд невеликого інфаркту, зумовленого порушенням кровообігу у зоні ниркового сосочка. Некрозуванню ниркових сосочків сприяє цукровий діабет, але захворювання може також виникнути внаслідок тривалого спазму судин, тромбозу, атеросклерозу, травми нирок, шоку, анемії, сечової інфекції, алергізації організму, зловживання анальгетичними засобами, нефролітіазом.

## Види
Розрізнюють первинний і вторинний (стосовно пієлонефриту) некроз ниркових сосочків, а також три форми захворювання:
- інфекційну — з обов'язковим попереднім розвитком пієлонефриту;
- ангіопатичну — внаслідок порушення кровообігу в мозковій речовині нирки на фоні атеросклеротичних змін судин, тромбозу, емболії;
- вазокомпресійну, або ішемічну — внаслідок інтерстиціального набрякання і склерозу, що спричинюють стискання судин, які живлять ниркові сосочки.

Певним чином впливають і мисково-ниркові рефлюкси, пов'язані з мисковою гіпертензією й чашечково-мисковими дискінезіями, утруднення відтоку сечі (обструкція) і закупорювання просвіту сечових шляхів (обтурація). На цій підставі виникає нагромадження сечі в чашечко-мисковій системі, розтягнення, стискання ниркової паренхіми. Настає ішемія, створюються сприятливі умови для розвитку інфекції.
За локалізацією деструктивних змін некроз сосочків може бути форнікальним, сосочковим або тотальним, тобто охоплювати велику площу мозкової речовини нирки. Двобічний некроз сосочків спостерігається у 25% хворих.

## Клінічні прояви
Гострий некроз ниркових сосочків проявляється такими ж симптомами, що і гострий пієлонефрит або хронічний в активній фазі. Однією з найчастіших ознак некрозу ниркових сосочків є тотальна макроскопічна гематурія, спричинена відшаруванням некротизованого сосочка чи його ділянки. Уражена тканина в одних випадках унаслідок гнійного запалення некротизується, в інших — сосочок або його частина відривається і просувається по сечових шляхах. Через це з'являються біль різної інтенсивності та симптоми обструктивного пієлонефриту.

## Діагностика
Характерним симптомом є вивільнення з сечею некротизованих тканин мозкової речовини нирки. При повільному відшаруванні некротизованого сосочка на ньому відкладаються сечові солі, внаслідок чого утворюється камінь. Він нерідко має форму трикутника і рентгенонегативне ядро. Ці зміни спостерігаються під час оглядової та екскреторної урографії.
Лікування хворих спрямоване на ліквідацію причини змін у нирці, боротьбу з сечовою інфекцією, недостатністю нирок, гематурією, інтоксикацією тощо. У разі порушення прохідності верхніх сечових шляхів рекомендовано катетеризацію сечовода і ниркової миски. Якщо ж за допомогою цієї маніпуляції ліквідувати оклюзію сечоводу не вдається, потрібна операція (нефростомія): видалення некротичних мас, відновлення пасажу сечі, а при профузній гематурії — резекція нирки. Нефректомія доцільна лише при тотальному некрозі мозкової речовини та гострому пієлонефриті, якщо функція протилежної нирки задовільна.